# Bloedbad in Uiryeong
Tijdens de nacht van 26 april tot 27 april 1982 heeft de 27-jarige Zuid-Koreaanse politieman Woo Bum-kon 62 mensen vermoord en circa 35 anderen verwond in meerdere dorpen in Uiryeong, Gyeongsangnam-do, Zuid-Korea, voordat hij zelfmoord pleegde toen hij geconfronteerd werd door de politie.
Na de aanval traden verschillende invloedrijke Zuid-Koreaanse politici af of werden geschorst, en er werd een commissie opgericht om de aanpak van het bloedbad door de politie te beoordelen. In 2024 werd een gedenkteken voor de slachtoffers van de aanval opgericht in Uiryeong.

## Aanslag
Op de middag van 26 april 1982 kreeg Woo ruzie met zijn vriendin Chun Mal-soon, met wie hij samenwoonde, nadat ze hem had gewekt door een vlieg op zijn borst te slaan. Woedend verliet Woo het huis en ging naar het politiebureau, waar hij om 16:00 uur dienst meldde. Volgens vroege berichten begon hij zwaar te drinken, hoewel getuigen later verklaarden dat hij tijdens zijn woede-uitbarsting niet dronken leek. Lokale ambtenaren gaven aan dat hij niet in staat zou zijn geweest om 4 km moeilijk, rotsachtig terrein af te leggen als hij dronken was.
Rond 7:30 uur 's avonds keerde Woo terug naar huis, viel zijn vriendin aan en vernielde hun meubels voordat hij naar het arsenaal van de reservisten ging en verschillende wapens verzamelde, waaronder twee M2-karabijnen, twee pistolen, minstens 180 kogels en zeven handgranaten. Sommige meldingen beweerden dat de andere officieren op dat moment een vergadering hadden en niet opmerkten dat Woo de wapens meenam; anderen zeiden dat hij de bewakers intimideerde om toegang te krijgen.

### Schietpartij
Rond 9:30 uur 's avonds schoot Woo zijn eerste slachtoffer dood en betrad hij het plaatselijke postkantoor, waar hij drie telefonistes vermoordde en de telefoonlijnen doorknipte. Vervolgens ging hij naar Torongni, waar hij een granaat gooide en op voorbijgangers schoot op de markt, waarbij hij zes mensen doodde. Ook verwondde hij Chun Mal-soon, die na het horen van schoten in het dorp op onderzoek uit was gegaan. Vanaf dat moment ging hij van dorp naar dorp, gebruikmakend van zijn positie als politieagent om toegang te krijgen tot de huizen en hun bewoners neer te schieten.
Om 10:30 uur nam Woo de 18-jarige Kim Ju-dong (김주동) in gijzeling en verhuisde naar Ungye-Ri (운계리), waar hij Kim opdroeg voor hem een frisdrank te halen bij een kruidenierszaak van 52-jarige Shin We-do (신외도). Nadat hij had gekregen wat hij vroeg, doodde Woo Kim en viel vervolgens de eigenaar van de winkel en zijn familie aan. Shin We-do wist te ontsnappen nadat hij in zijn been was geschoten, hoewel zijn vrouw Son Won-jeom (손원점) en zijn dochters Chang-sun (창순) en Su-jeong (수정) werden gedood. Woo zette zijn schietpartij voort op de markt, waarbij in totaal 18 mensen in dat dorp om het leven kwamen, voordat hij zijn weg vervolgde naar Pyongchon-Ni (평촌리).
Bij Pyongchon-Ni schoot hij een gezin van vier dood in hun bed en ging vervolgens naar een ander huis waar de eigenaar wakker was. Toen de eigenaar van het huis de gewapende politieman zag en vroeg wat er was gebeurd, legde Woo uit dat er een waarschuwing was omdat Noord-Koreaanse agenten waren gespot. De man nodigde Woo uit voor het avondeten, waarbij Woo klaagde over zijn lage salaris en zijn overplaatsing van Pusan naar het platteland. Uiteindelijk begon Woo te schieten op de gasten nadat een van hen had opgemerkt dat zijn munitie er niet echt uitzag. Hij doodde twaalf mensen in het huis en nog eens acht op straat, waardoor in totaal 24 mensen om het leven kwamen in Pyongchon-ni.

### Zelfmoord van de dader
Hoewel de politie binnen enkele minuten na de eerste schoten te horen waren gealarmeerd, duurde het een uur voordat ze een team van 37 agenten hadden verzameld om naar de schutter te zoeken. Het hoofdkantoor van de nationale politie in Seoel werd pas om 1:40 uur geïnformeerd. Rond die tijd, slechts 4 km van het politiebureau in Kungryu, vond Woo onderdak in een boerderij van de 68-jarige Suh In-Su, die hij vertelde dat hij een communistische infiltrant achtervolgde en dat het gezin zich in de woonkamer moest verzamelen zodat hij hen kon beschermen. Toen het gezin op zijn verzoek bijeenkwam, nam hij hen in gijzeling.
Twee uur later haalde de politie hem uiteindelijk in, en toen de troepen naderden, bond Woo twee granaten om zijn borst en liet ze ontploffen, waarbij hij zichzelf en drie van zijn gijzelaars doodde. Suh zelf overleefde ernstig gewond. De politie haalde vier patronen en een handgranaat uit de boerderij.

57 mensen, inclusief Woo zelf, kwamen om het leven en ongeveer 42 raakten gewond. Zes van de gewonden overleden later aan hun verwondingen, waaronder een kind dat op 8 mei overleed. Dit was de dodelijkste schietpartij door één dader aller tijden, tot de aanslagen in Noorwegen in 2011.